# Cordilura glabra
Cordilura glabra är en tvåvingeart som beskrevs av Friedrich Hermann Loew 1870. Cordilura glabra ingår i släktet Cordilura och familjen kolvflugor. Inga underarter finns listade i Catalogue of Life.